# Uromastyx nigriventris
Espèce
Synonymes
- Uromastix acanthinurus nigriventris Rothschild & Hartert, 1912
- Uromastix acanthinurus werneri Müller, 1922
- Uromastix acanthinurus var. pluriscutata Fejérváry, 1927

Statut CITES
Uromastyx nigriventris est une espèce de sauriens de la famille des Agamidae.

## Répartition
Cette espèce se rencontre en Algérie et au Maroc.

## Publication originale
- Rothschild & Hartert, 1912 "1911" : Ornithological explorations in Algeria. Novitates Zoologicae, vol. 18, p. 456-551 (texte intégral).